# محمد الأدنداني
محمد الأدنداني (12 مارس 1941 - 15 مايو 2023) هو ممثل مصري.

## حياته ونشأته
وُلد في 12 مارس 1941 في أسوان وهو من أصل نوبي، قدم وهو في الرابعة عشرة مونولوجات كوميدية لإسماعيل ياسين، ودرس العلاقات العامة.

## مسيرته
عمل بالشركة الشرقية للدخان، وعمل في بداية مسيرته الفنية كممثل ثانوي، وبدأت مساحات أدواره في التطور، وعمل في المسرح والتلفزيون والسينما، وشارك في العديد من الأعمال الفنية المهمة، أهمها فيلم «البيه البواب» مع الفنان الراحل أحمد زكي في دور البواب الصعيدي، كما شارك مع الفنان سمير غانم في مسلسل «حكاية ميزو»، وشارك في فيلم «أربعة في مهمة رسمية» مع الفنان أحمد زكي أيضاً.

## أعماله[4]
عصام والمصباح السحري 4
2017 - مسلسل
عم فرج
عصام والمصباح 3
2016 - مسلسل
عم فرج
ابن ليل
2012 - مسلسل
عصام والمصباح 2
2012 - مسلسل
عم فرج
بني آدمين عصر التنين
2011 - مسلسل
أكتوبر الآخر
2010 - مسلسل
خط أحمر
2010 - مسلسل - سباعية
سي عمر وليلى أفندي
2010 - مسلسل
عصام والمصباح 1
2010 - مسلسل
إسماعيل يس (أبو ضحكة جنان)
2009 - مسلسل
الرجل والطريق
2009 - مسلسل
حكايات البنات
2009 - مسلسل
عرائس موكشا
2009 - مسلسل
الملك فاروق
2007 - مسلسل
حاسبوا منه
2007 - مسلسل
حكايات المدندش
2007 - مسلسل
الإمام المراغي
2006 - مسلسل
الشيخ الزفتاوي
القاهرة ٢٠٠٠
2006 - مسلسل
دائرة الاشتباه
2006 - مسلسل
شخلول
2006 - مسلسل
أعمال رجال
2004 - مسلسل
بنت أفندينا
2004 - مسلسل
حدث في الهرم
2004 - مسلسل
لقاء السحاب
2004 - مسلسل
مصر الجديدة
2004 - مسلسل
اختطاف
2003 - مسلسل
بعاد السنين
2003 - مسلسل
نجمة الجماهير
2003 - مسلسل
الأصدقاء
2002 - مسلسل
العصيان ج1
2002 - مسلسل
نور القمر
2002 - مسلسل
الكومي
2001 - مسلسل
سكوت حنصور
2001 - فيلم
حسن
لن اغفر ابدا
2001 - سهرة تليفزيونية
الحب الأول
2000 - فيلم
جنون الحياة
2000 - فيلم
بشير - خادم في القصر
كلام في الحب
2000 - مسلسل - اذاعي
ناس من زمن فات
2000 - مسلسل
الرجل الآخر
1999 - مسلسل
عبدة بواب الفيلا
أوقات خادعة
1999 - مسلسل
حلم ولا علم
1999 - مسلسل - فوازير
ضيف شرف
سامحوني ماكنش قصدي
1999 - مسلسل
جعفر
نهار وليل
1999 - مسلسل
أحلام فقراء ولكن أغنياء
1998 - سهرة تليفزيونية
شيبه
أوراق مصرية ج1
1998 - مسلسل
مرجان
أوراق من المجهول
1998 - مسلسل
عثمان
رد قلبي
1998 - مسلسل
إدريس
وبقيت الذكريات
1998 - مسلسل
يوم عسل يوم بصل
1998 - مسلسل
خادم كراملة
السرايا
1997 - مسلسل
إسماعيل
أهالينا
1997 - مسلسل
بريء في ورطة
1997 - مسلسل
ادريس البواب
جمهورية زفتى
1997 - مسلسل
ضد التيار
1997 - مسلسل
الطباخ رمضان
وجاري البحث عن شحتة
1997 - مسلسل
الحفار
1996 - مسلسل
ناظر مدرسة في السنغال
أيام الغربة
1996 - مسلسل
حكايات مستر أيوب ومسز عنايات
1996 - مسلسل
الشباب يعود يوما
1995 - مسلسل
حكايات من حارتنا
1995 - مسلسل
شيء في صدري
1995 - مسلسل
هدى ومعالي الوزير
1994 - فيلم
بواب العمارة
الكدابين قوي
1993 - مسرحية
دموع صاحبة الجلالة
1993 - مسلسل
خادم الهانم
يوميات فكري أباظة (حواديت فكري أباظة)
1993 - مسلسل
الورطة اللذيذة
1992 - مسلسل
أم العريف
1992 - مسلسل - فوازير
أيام الغياب
1992 - مسلسل
الحكم مؤجل
1991 - مسلسل
خليل
اللعبة المجنونة
1991 - مسلسل
بنت مشاغبة جداً
1991 - فيلم
في العشق والسفر
1991 - فيلم
حنفي الأبهة
1990 - فيلم
بواب عمارة شريف
مواقف ساخرة
1990 - مسلسل
نقطة تحول
1990 - مسلسل
الحقونا
1989 - فيلم
عُصمان
أنا وانت وبابا في المشمش
1989 - مسلسل
فتحي السفرجي
أولاد دراكولا
1989 - مسرحية
زهرة من بستان
1989 - مسلسل
الراية البيضا
1988 - مسلسل
ضوي
فوازير المناسبات
1988 - مسلسل - فوازير
وجيدة وسامح
1988 - مسلسل
بشير
أربعة في مهمة رسمية
1987 - فيلم
آدم
إشراقة القمر
1987 - مسلسل
البيه البواب
1987 - فيلم
بواب ٣
الزنكلوني
1987 - مسلسل
بندق بيه
1987 - مسرحية
متولي
صائمون والله أعلم
1987 - مسلسل
علاء وصفاء والأصدقاء
1987 - مسلسل
وش السعد
1987 - مسرحية
ومن الليل شروق
1987 - مسلسل
حسان
الأفيال
1986 - مسلسل
أولاد آدم
1986 - مسلسل
عصر الذئاب
1986 - فيلم
نأسف لهذا الخطأ
1986 - فيلم
اعقل يا مجنون
1985 - مسرحية
الفول صديقي
1985 - فيلم
انها مجنونة مجنونة
1985 - مسلسل
رجب الوحش
1985 - فيلم
الأسطى فرج
مع فائق الاحترام
1985 - سهرة تليفزيونية
عم خميس
أجمل الزهور
1984 - مسلسل
الأرض الطيبة
1984 - مسلسل
غابة من الأسمنت
1984 - مسلسل
لمعان السراب
1984 - سهرة تليفزيونية
جدعان باب الشعريه
1983 - فيلم
صاحب العمارة
صاحب الجلالة الحب
1983 - مسلسل
عابر سبيل
1983 - مسلسل
خليل
قلب من ذهب
1983 - مسلسل
إجازة سعيدة جدا
1982 - سهرة تليفزيونية
الحب في الخريف
1982 - مسلسل
عم بشير
الرحمة يا ناس
1981 - فيلم
عبده
الناس إتجننت
1981 - مسرحية
الحلوة
1980 - مسلسل
زووم إن
زينب والعرش
1980 - مسلسل
الأيام
1979 - مسلسل
إدريس
عش المجانين
1979 - مسرحية
إدريس
الشباك
1978 - فيلم
حكاية ميزو
1977 - مسلسل
عم عثمان
ماشي يا دنيا ماشي
1977 - مسلسل
الشيطان يدق بابك
1976 - فيلم
الأعماق البشرية
1970 - مسلسل - اذاعي
ابن الجبل
0 - مسلسل
بسطاوي
ابن النيل
0 - مسلسل - اذاعي
احلام عم سيد
0 - سهرة تليفزيونية
أغرب القضايا
0 - مسلسل - اذاعي
قضية التيليغراف/البواب+قضية سلوى/البواب+قضية سليمان
الثمن
0 - مسلسل
الحب الاول
0 - مسلسل - اذاعي
الزنقة
0 - مسرحية
عثمان
الشرط نور
0 - سهرة تليفزيونية
السفرجي
العنكبوت
0 - مسلسل - اذاعي
المغامرون الخمسة والسفر الرأسي عبر الزمن
0 - مسلسل - رسوم متحركة
أكاكاويكي
امراة في الظل
0 - مسلسل - اذاعي
إوعى لعقلك
0 - مسلسل - اذاعي
ثقوب في الثوب الأسود
0 - مسلسل - اذاعي
جيران الهنا
0 - سهرة تليفزيونية
حلال العقد
0 - مسلسل - اذاعي
دنيا الحب
0 - مسلسل - اذاعي
رحلة بلا نهاية
0 - مسلسل - اذاعي
سليمان السواق
رحلة عمر
0 - مسلسل - اذاعي
سحابة من الماضي
0 - مسلسل
شرخ في جدار العائلة (قرار في ضوء البرق)
0 - فيلم
صحة وعافية
0 - برنامج
عباس وحكايته مع الناس
0 - مسلسل
عبير الذكريات
0 - مسلسل - اذاعي
قبل الرحيل
0 - مسلسل - اذاعي
كانوا في طفولتهم
0 - مسلسل
من اين لك هذا
0 - سهرة تليفزيونية
مين قتل المؤلف
0 - مسلسل - اذاعي
نور الدين والقصر المسحور
0 - مسلسل - اذاعي
وكان زواجا سعيدا
0 - مسلسل - اذاعي
وكنا ثلاثة
0 - سهرة تليفزيونية
ولن اعود
0 - مسلسل
يوميات نجاتي المسحراتي
0 - مسلسل